# Колубарска битка
Колубарската битка или Сувоборска битка е най-значимата битка между армиите на Кралство Сърбия и Австро-Унгария през Първата световна война.
Водена е през ноември и декември 1914 година на фронт от над 200 km. Приключва с успешна контраофанзива на сръбската Първа армия под командването на генерал Живоин Мишич, срещу по-многобройни и по-добре оборудвани сили на австро-унгарската армия в момент, когато целият свят очаква капитулацията на Кралство Сърбия. Битката е от окопен тип. След победата на сръбската армия в Колубарската битка на сръбския фронт до началото на есента на 1915 г. се установява затишие. В края на битката се появяват спорадични епидемии от тиф, които ще се разпространят в началото на 1915 г.
Колубарската битка е най-голямото сражение през Първата световна война на Балканите, завършила е с освобождаването на Белград и изгонването на австро-унгарските войски от Сърбия.
Неочакваната победа на сърбите кара германския император Вилхелм II лично да поздрави с успеха своя противник – началника на Генералния щаб на Сърбия Радомир Путник.

## Предистория
На 28 юни 1914 година, босненският студент от сръбски произход Гаврило Принцип убива ерцхерцог Франц Фердинанд в Сараево. Убийството води до юлската криза, при която Австро-Унгария предявява ултиматум на Сърбия, обвинявайки я, че тя е планирала атентата. Ултиматумът е крайно неприемлив за Сърбия и предложенията са отхвърлени. Австро-Унгария обявява война на Сърбия на 28 юли и още в същия ден сърбите разрушават всички мостове на реките Дунав и Сава, за да възпрепятстват бъдещата инвазия. На следващия ден Белград е обстрелян от Австро-Унгарски войски, с което се дава началото на Първата световна война.
Боевете в Източна Европа започват с първата Австро-Унгарска офанзива в Сърбия в началото на август 1914 под командването на Оскар Потиорек. Броят войници участващи в офанзивата от австро-унгарска страна е далеч по-малък от първоначално обявените 308 000. Голяма част от австро-унгарската Втора Армия е дислоцирана на руския фронт, което намалява големината на войските участвали в началните фази на офанзивата в Сърбия до около 200 000. От друга страна, Сърбия би могла да събере около 450 000 войници при пълна мобилизация. Основните сили противостоящи на Австро-Унгария са сръбските първа, втора и трета армии, както и ужичката дивизия, с общо около 180 000 войници. Сръбските армии са командвани от Радомир Путник, водил войските и в Балканските войни. 
Балканските войни са приключили скоро и Сърбия все още се възстановява. Около 36 000 сръбски войници са убити, а 55 000 сериозно ранени. Попълненията от превзетите територии са малко, а освен австро-унгарската офанзива, Сърбия се готви и за евентуално нападение от страна на България. Сърбите изпитват сериозен недостиг на муниции. Много войници са екипирани само с шинел и традиционната сръбска шапка шайкача. Пушките също са с критично нисък брой. При пълна мобилизация около 50 000 войници не биха имали никаква екипировка. Австро-унгарците притежават голям брой модерни пушки и два пъти повече картечници и оръдия. Техните запаси на боеприпаси са по-големи, а превъзхождат Сърбия и в качеството на транспортната и индустриална инфраструктура. Предимство за сърбите е опитът на мнозина от войниците, придобит по време на Балканските войни. Сърбите са много по-силно мотивирани, което до голяма степен компенсира по-слабото въоръжение.
Сърбите отблъскват австро-унгарската инвазия през август, в Церската битка. Тя представлява първата победа на съюзниците над Централните сили в Първата световна война. Потиорек е унизен и решен да поднови нападението срещу Сърбия. Той получава разрешение през септември да започне нова офанзива в Сърбия, при условие, че не поема рискове, „които биха довели до ново фиаско“. Под натиск от Русия, Сърбия започва офанзива в Босна през септември, но е отблъсната месец по-късно в Дринската битка. Главнокомандващият на Първа армия, Петар Бойович, е ранен и заместен от Живоин Мишич.

## Прелюдия

### Австро-унгарския план
Австро-унгарското командване смята, че непобедена Сърбия представлява препятствие за връзките с Османската империя и пречи за завършването на железопътната линия Берлин-Багдад. Освен това, неспособността на Австро-Унгария да победи Сърбия обезкуражава неутрални страни като България, Румъния и Гърция да се включат във войната на страната на Централните сили. Въпреки това, командването на Австро-Унгарската армия като цяло е против трета офанзива в Сърбия. Това се променя през септември 1914, когато Австро-Унгарски войски откриват карта озаглавена „Новото разделение на Европа“ в изоставена книжарница в Земун. Първоначално отпечатана в руски вестник, картата е сериозно разпространена в Сърбия и показва границите на Европа след евентуален успех за съюзниците. Германия би била разделена на северна и южна конфедерации, а Австро-Унгария би изчезнала, като Русия, Румъния, чехите и унгарците получат източните провинции, а южните биха влезли в границите на Сърбия и Италия. Засегнат от това, в началото на октомври, Франц Йосиф лично одобрява трета офанзива в Сърбия.
Отбила сръбската офанзива в Босна, австро-унгарската армия се прегрупира и позиционира за последна атака преди идването на зимата. Потиорек отново е начело на австро-унгарските сили и по-точно на Шеста армия. Пета армия е командвана от Либориус Ритер фон Франк. Като цяло, австро-унгарската армия разполага с 450 000 войници. Сръбската армия има 400 000 войници на разположение и е готова да посрещне офанзивата. В средата на октомври Австро-Унгария започва поредната си инвазия в северозападна Сърбия, а Потиорек изглежда убеден в успеха. „Войници от Пета и Шеста армии, целта на тази война е почти постигната – пълното разрушаване на вражеските сили. Тримесечната кампания почти приключи. Остава ни само да пробием последната защита на врага преди началото на зимата“, Потиорек казва в обръщение към войниците от двете армии. В телеграма от 27 октомври 1914, Степанович обяснява, че Втора армия няма достатъчно снаряди, за да отблъсне австро-унгарците и подава рапорт за напускане на поста си. Путник отхвърля молбата и нарежда всички армии да противостоят на австро-унгарците възможно най-дълго преди да се изтеглят. Тази стратегия върши работа на Путник през лятото, но силните дъждове през септември и началото на октомври превръщат пътищата в „кални тресавища“, което прави движението на войски, оръдия и коли изключително трудно. Потиорек осъзнава, че сръбската армия е в трудна ситуация. Той е убеден, че трета инвазия би му донесла крайната победа. Във Виена и Сараево, австро-унгарската власт започва да планира окупацията и разделянето на Сърбия. Според техния план, Сърбия ще бъде плячкосана и територията ѝ ще бъде използвана, за да бъдат примамени останалите балкански държави да се присъединят към Централните сили. Румъния ще вземе Тимошко, а България ще получи Македония и югоизточна Сърбия. Австро-Унгария смята да анексира териториите западно от река Морава, както и градовете Шкодра и Драч в северна Албания. Сърбите живеещи западно от река Морава или, както австро-унгарската администрация се изразява, „компактните маси със сръбски елемент“, ще бъдат прогонени и заместени с австрийски заселници (colonisten), които да „променят психологията на региона, правейки Сърбия да изглежда по-хабсбургска и по-малко сръбска“. Лудвиг Талочи, служител на австро-унгарското министерство на финансите, пише на Потиорек през октомври, препоръчвайки „западно-европейчването на сърбите със здрава ръка“ веднага щом Сърбия е окупирана.
Потиорек планира да започне концентрирана атака в северната и западната част на Сърбия. По план, Пета армия ще завладее Валево и ще затвори река Колубара от север, а Шеста армия ще превземе Ядарското плато и ще заобиколи сръбските сили при Колубара от юг. Завладяването на Ниш е крайната цел на Потиорек. Ниш е столица на Сърбия от юли и е важен транспортен възел за армиите на страната. Освен това от Ниш се разпределят мунициите произведени в арсенала в Крагуевац. Завладяването на Ниш би разделило сръбските армии на две и би довело до капитулацията им.

### Трета австро-унгарска офанзива в Сърбия
Всички равнини в северозападна Сърбия са превърнати в блато от постоянните дъждове. Планините са покрити със сняг от началото на октомври. Имайки предвид възможностите, които тези условия предоставят, Путник казва на най-близките си съветници: „Цялата ми стратегия се състои в поставянето на сръбската народна кал между вражеската огнева линия и нейните доставки.“ На 31 октомври, Пета армия на Фон Франк навлиза в региона между реките Дунав и Сава, докато Шеста армия на Потиорек се движи на запад през река Дрина в Ядарското плато. Австро-унгарската трета офанзива в Сърбия започва на 6 ноември 1914 с интензивен артилерийски огън по редица сръбски погранични градове. На 7 ноември австро-унгарските Пета и Шеста армии форсират река Дрина. Въпреки по-малката си численост и липсата на муниции, сръбската армия дава ожесточена съпротива, но е принудена да отстъпи стратегически. Трета сръбска армия отстъпва към река Ядар в опит да блокира австро-унгарското настъпление към Валево, а Първа армия, отстъпила на юг във вътрешността на Сърбия, и ужичката дивизия предотвратяват преминаването на Дрина от австро-унгарците.
На 8 ноември австро-унгарците атакуват сръбската Втора армия в близост до Цер планина и навлизат на около 1.6 километра зад сръбската фронтова линия, окопавайки се в полите на планината. Втора армия получава заповед да задържи австро-унгарците там за колкото може по-дълго и при възможност да отстъпи към десния бряг на река Добрава, за да блокира подстъпите към Валево. Австро-унгарците успяват да пробият и между Първа и Трета сръбски армии и да принудят сърбите отново да отстъпят. По-късно през същия ден, сръбското правителство организира общо заседание с армейското командване, за да обсъди влошаващата се с часове ситуация. Путник изтъква, че за Сърбия е наложително да задържи река Колубара и градовете в нейна близост и предлага сепаративен мир с Австро-Унгария ако е възможно. Това предложение е отхвърлено от министър-председателя на Сърбия, Никола Пашич, който настоява за съпротива на австро-унгарците и заплашва с оставка, ако започнат преговори за сепаративен мир. Заседанието приключва със съгласие между двете страни за това съпротивата да продължи.

### Сръбското отстъпление
Радомир Путник смята, че австро-унгарските доставки ще станат недостатъчни при настъплението навътре в Сърбия. На 10 ноември той нарежда отстъпление от долината на река Ядар. Втора армия се позиционира при река Уб, а първа и трета се разполагат северно и западно от Валево. Същевременно ужичката дивизия заема позиции за защита на Ужице, града чието име носи. Австро-унгарците настъпват след сърбите, целейки железопътната линия Обреновац-Валево. Избухват сблъсъци и сърбите предотвратяват превземането на линията, поне временно. Радомир Путник скоро осъзнава, че е подценил австро-унгарците, чиято артилерия все пак успява да преодолее сръбските кални селски пътища. Те укрепяват позиции от сръбската страна на Дрина и започват обстрел към сърбите, които търпят тежки загуби. Моралът между сърбите пада. Сръбските войници не са достатъчно добре екипирани за студеното време, а мунициите също са в недостиг. Путник разбира, че армиите му трябва да се прегрупират, за да дадат ефективен отпор на австро-унгарците. Той заповядва на сръбската армия да отстъпи от Валево и да заеме позиция при Колубара. Отстъплението е дълго и мъчително, сърбите разрушават мостове и телефонни линии, за да не попаднат те в австро-унгарски ръце. Сръбската армия изоставя тежко въоръжение по пътя си, за да не забавя отстъплението. Отчитайки, че положението е критично, и че на сръбската армия липсват муниции, Пашич моли за помощ Антантата. Той изпраща телеграма на своите посланици, гласяща: „Нужна е спешна помощ. Молете, просете я.“ Франция доставя муниции и други доставки. Представители на Русия и Великобритания „изразяват разбиране“, но не предоставят оръжия и муниции.
Австро-унгарците влизат във Валево на 15 ноември, предизвиквайки публични празненства във Виена. Франц Йозиф похвалва Потиорек за превземането на града. Различни градове в Австро-Унгария обявяват Потиорек за почетен гражданин, а Сараево дори именува улица на него. Превземането на Валево кара австро-унгарците да повярват, че почти са победили Сърбия и че сръбската армия вече не е боеспособна. Но тактиката на сърбите при оттеглянето усложнява австро-унгарското настъпление. Макар че австро-унгарците правилно предполагат, че сръбската армия е изтощена, нейните защитни позиции по дължина на река Колубара са били подготвяни в продължение на месеци. Внимателно подбрания от Радомир Путник ритъм на за отстъпление прави сръбските загуби по-леки отколкото в случай на позиционна борба с австро-унгарската армия. Освен това, географията на северозападна Сърбия е подходяща за защитни операции, тъй като подстъпите към река Колубара не предлагат никакво прикритие за армии навлизащи от позицията на Австро-Унгария, а самата долина е обкръжена от планински терен. През октомври, сърбите вече са подсилили защитата в планинските райони на Йеляк и Малйен в очакване на австро-унгарската атака. Това им дава предимство пред австро-унгарците, тъй като предоставя контрол над всички пътища водещи до Крагуевац. Сърбите поставят и голям брой полеви укрепления, блокиращи пътя към Ниш. Това кара австро-унгарците да извършват изтощителни операции в селски райони без почти никаква комуникация между отделните части.

## Битката

### 16 – 26 ноември
Австро-унгарците достигат Колубара на 16 ноември и започват атака на сръбските позиции на следващия ден. Сърбите ги отблъскват и в продължение на пет дни двете армии водят бой под силен дъжд и снеговалеж. Двете страни претърпяват тежки загуби, а голям брой войници са с измръзвания и хипотермия.
Австро-унгарското нападение започва в Лазаревац, стратегически позициониран град южно от Белград, чието превземане би им дало достъп до железопътната линия при Младеновац и шанс да обградят сръбските сили отбраняващи пътя до сръбската столица. Още по-на юг, австро-унгарците атакуват сръбската Първа армия. По време на нападението, те атакуват по-силния западен фланг и срещат ожесточена съпротива, която възпира настъплението. Сърбите бързо укрепяват левия фланг, тъй като са наясно, че евентуална атака над него би била отблъсната много трудно.
През нощта на 18 ноември, австро-унгарците се прегрупират за нова атака, която започва на следващата сутрин. Главната им цел е да пробият защитата на сръбската Втора армия, съсредоточена около Лазаревац, и да я отблъснат към Горни Милановац, като същевременно атакуват сръбските позиции при селата Човка и Враче Брдо, заплашващи собствения им фланг. Австро-унгарците се укрепяват при Враче Брдо до вечерта на 19 ноември. Сръбската Първа армия е принудена да отстъпи на следващия ден, давайки на австро-унгарците възможност да навлязат още по-близо до Крагуевац. Потиорек вярва, че е възможно Радомир Путник да ги примамва навътре в Сърбия, за да обкръжи австро-унгарците и да ги атакува по фланговете, но правилно заключава, че сръбската армия не е в позиция за подобна атака.
Австро-унгарците правят нова атака срещу Първа армия на 12 ноември, карайки сърбите да отстъпят. След това, те настъпват към планината Малйен, целейки да предизвикат сърбите да изоставят позициите си. Сърбите отстъпват след три дни тежки боеве. Потиорек решава да не преследва отстъпващите сърби. Австро-унгарците са изпитали тежки загуби, а интензивните боеве предизвикват хаос в редиците им. При настъплението навътре в Сърбия, теренът става все по-сложен и изтощава и без това уморените войници. Докато Първа армия отстъпва, Втора и Трета сръбски армии оказват жестока съпротива. Това кара Потиорек да подсили позициите си около Лазаревац, който той възнамерява да превземе и използва за база за атаката на Крагуевац. Дясното крило би настъпило към долината на река Западна Морава. Австро-унгарското настъпление убеждава Потиорек, че армията му води инициативата. Той предвижда, че Първа армия и Ужичката дивизия ще са принудени да отстъпят към Белград и Лазаревац, където биха били обкръжени и унищожени. Боевете около Лазаревац се ожесточават, а в крайна сметка сърбите отблъскват австро-унгарците въпреки липсата на муниции. Сърбите бързо остават без снаряди и Степанович изпраща молба до върховното командване за позволение да пренасочи артилерията на Втора армия към фланговете, тъй като усеща, че невъзможността ѝ да спомогне за защитата на Лазаревац обезкуражава войниците му. Путник заповядва на Степанович да задържи артилерията на фронта и му съобщава, че руснаците са изпратили муниции за оръдията. Степанович се отнася скептично към тази възможност, но все пак оставя артилерията на мястото ѝ.
До 24 ноември, Потиорек предвижда, че окончателната победа над Сърбия е въпрос на дни и назначава Степан Саркотич за губернатор на страната след окупацията ѝ. Австро-унгарците печелят още терен на 25 ноември, принуждавайки сръбската армия да изостави селата Човка и Враче Брдо след ожесточена артилерийска стрелба. На 26 ноември, австро-унгарците опитват да пресекат река Колубара при вливането ѝ в река Сава и успяват без много усилия. Скоро сърбите започват контраатака и причиняват загубата на около половината жива сила на армиите пресекли Колубара при Сава, спирайки австро-унгарската офанзива. На 27 ноември сръбската армия атакува селата Човка и Враче Брдо и отблъсква австро-унгарците.